# Малі Єрківці
Малі́ Є́рківці — село в Україні, у Вороньківській сільській громаді Бориспільського району Київської області. Населення становить 284 осіб.
27 червня 1969 року був виданий Указ Президії Верховної Ради УРСР «Про присвоєння найменувань окремим населеним пунктам Київської області», відповідно до якого окремим населеним пунктам Київської області були присвоєні найменування, зокрема поселенням Старівської птахофабрики — село Мирне, село Васильки і село Малі Єрківці (на мапі 1941 року позначені як Клх.).